# Certification Review Item
Certification Review Item (CRI) ist ein englischer Begriff, der von der  Europäischen Agentur für Flugsicherheit (EASA) im Zusammenhang mit der Zertifikationsprozedur von Produkten, Teilen und Vorrichtungen in der Luftfahrt – z. B. für Luftfahrzeuge oder Triebwerke – verwendet wird.
Mit CRI wird ein Dokument  bezeichnet, das verwendet wird um die Zertifikation eines Objekts, das noch Klärungsbedarf aufweist oder eine herausragende technische oder administrative Bedeutung besitzt, nachvollziehbar zu dokumentieren.
Das Dokument enthält z. B. im Einzelfall besonders begründete und vereinbarte Abweichungen der publizierten Richtlinien zur Zertifikation.